# 交響情人夢音樂列表
本列表是漫畫作品《交響情人夢》所使用的音樂列表：
1. 本列表包括在漫畫、電視劇及動畫使用過的音樂。
2. 本列表不包括沒有在作品演奏的音樂，例如是人物的口述，只成為背景音樂的作品，例：月光奏鸣曲。
3. 本列表包括古典音樂以外的音樂作品。
4. 本列表未必完成，歡迎繼續補充。
5. 本列表以漫畫版為優先，若歌曲只在動畫版及電視劇版登場，會特別表明。
6. 本列表不包括只在CD SELECTION BOOK出現的音樂。
7. 本列表順序是按漫畫先後登場次序，但為減少劇情洩露，不會列出集數。

## 交響樂
- 孟德爾頌 第四號交響曲《義大利》第一樂章 劇中第一次出現的交響曲（千秋兒時在布拉格時候的曲目）
- 貝多芬 第九號交響曲 「合唱」第一樂章 - 奧山真澄仍在A管弦樂團練習樂曲
- 馬勒 第八號交響曲《千人》
- 馬勒 第二號交響曲《復活》
- 貝多芬 第七號交響曲 - 千秋真一第一首由他指揮的作品，此外亦是真一在R☆S管弦樂團指揮的作品
- 貝多芬 第三號交響曲 「英雄」（此曲目只出現在漫畫版，千秋在桃丘學園祭S管弦樂團指揮的作品）
- 巴哈 馬太受難曲（千秋家中）
- 聖桑 第三號交響曲「管風琴」（播放「普莉與呂太」卡通時）
- 安東尼·德弗札克 第九號交響曲 第四樂章 新世界
- 佛瑞 西西里舞曲 - 選自「佩利亞與梅麗桑」（S團討論學園祭扮裝音樂會時趕走修得列傑曼）
- 布拉姆斯 第三號交響曲第三樂章（修得列傑曼被助理帶走到車上）
- 喬治·蓋希文 藍色狂想曲 - 桃丘學園祭S管弦樂團表演作品-此段表演為口風琴主奏版
- 貝多芬 第五交響曲 「命運」
- 柴可夫斯基 第六號交響曲 「悲愴」
- 裘利文 打擊樂器協奏曲
- 李斯特 第一號梅菲斯特圓舞曲
- 艾爾加 E小調第三號交響曲
- 布拉姆斯 第一號交響曲
- 舒曼 曼特雷序曲-R☆S管弦樂團第一首公開演出的作品（漫畫版）
- 德布西 牧神的午後前奏曲
- 埃克托·白遼士 羅馬狂歡節序曲
- 海頓 第104號交響曲《倫敦》
- 德弗札克 新世界交響曲
- 理察·史特勞斯 提爾愉快的惡作劇
- 理察·史特勞斯 英雄的生涯-千秋看見維耶拉老師指揮後，潸然淚下（電視版）
- 拉威爾 悼念公主的帕凡舞曲
- 巴爾托克 舞蹈組曲
- 拉威爾 鵝媽媽組曲
- 武滿徹 飛向遙遠呼聲的彼方
- 西貝流士 第二號交響曲
- 林姆斯基-高沙可夫 西班牙隨想曲
- 拉羅 西班牙交響曲 /*该曲目为小提琴协奏曲*/
- 德布西 交響詩「海」
- 拉威爾 波麗露
- 杜卡斯 魔法師的小徒弟
- 舒曼 第一號交響曲“春”
- 華格納 歌劇 唐懷瑟序曲
- 葛令卡 歌劇 魯斯蘭與露蜜拉序曲
- 布拉姆斯 海頓主題變奏曲
- 羅西尼 威廉泰爾序曲
- 尼爾森 第四號交響曲 「不可磨滅」
- 普羅高菲夫 芭蕾舞劇 羅蜜歐與茱麗葉
- 貝多芬 第四號交響曲
- 霍爾斯特 行星組曲：木星─快樂之神
- 柴可夫斯基 糖梅仙子之舞 - 選自「胡桃鉗」
- 柴可夫斯基 1812序曲

## 鋼琴協奏曲
- 拉赫曼尼諾夫 第二號钢琴协奏曲（千秋在桃丘學園祭上演奏的曲目，休得列傑曼指揮A管弦樂團，也是讓野田惠廢寢忘食狂練的曲目，之後千秋和野田惠的雙鋼琴，讓千秋和江藤發現野田惠有成為鋼琴家的才能）
- 拉赫曼尼諾夫 第三號钢琴协奏曲
- 巴哈 D小調第一號鋼琴協奏曲
- 貝多芬 C大調第一鋼琴協奏曲
- 拉威爾 G大調鋼琴協奏曲（英语：Piano Concerto (Ravel)）
- 蕭邦 第一號鋼琴協奏曲（野田首次出道與休得列傑曼演奏的曲目）

## 鋼琴作品
- 貝多芬 升C小調第十四號鋼琴奏鳴曲《月光》 第三乐章（第一集千秋看到德國留學傳單後在練習室彈的曲子）
- 貝多芬 C小調第八號鋼琴奏鳴曲「悲愴」第二樂章（千秋走出練習室時，聽到野田惠的亂彈版，吸引了千秋的注意，進而認識了野田惠）
- 莫扎特 D大調雙鋼琴奏鳴曲 K.448（谷岡老師用此曲叫千秋以前輩指導後輩的理由，和野田惠合奏，其實是要千秋了解什麼是和諧度）
- 巴托克 組曲（野田惠在妮娜魯茲音樂祭練習的作品）
- 巴托克 野蠻的快板 Sz.49（同上，動畫版登場）
- 舒伯特 A小調第十六號鋼琴奏鳴曲 D.845
- 蕭邦 幻想即興曲
- 蕭邦 練習曲 Op.10 No.4
- 巴哈 平均律鋼琴曲第2集: 第5號、第14號、第16號
- 蕭邦 升C小調第四練習曲 Op.10
- 德布西 喜悅之島
- 布拉姆斯 柏格尼尼主題變奏曲
- 拉威爾 夜之幽靈（斯卡爾波）
- 貝多芬 F 小調第二十三號鋼琴奏鳴曲「熱情」
- 莫扎特 第八號鋼琴奏鳴曲
- 舒曼 G小調第二號鋼琴奏鳴曲 第一樂章（野田惠練習到手指通電）
- 史特拉汶斯基 芭蕾音樂《彼得洛西卡》第一樂章《俄羅斯舞曲》鋼琴改編版
- 蕭邦 第二十一號前奏曲 Op.28 -千秋在野田惠老家演奏的曲目，野田惠認為千秋演奏的蕭邦是純白色的（漫畫版）
- 拉威爾 「鏡」第四曲-小丑的晨歌（野田惠第一次到巴黎時彈的曲子）
- 李斯特 超技練習曲 降B大調第五號「鬼火」
- D.斯卡拉蒂 F 大調奏鳴曲 K.525 L.188
- 李斯特 超技練習曲-馬采巴
- 蕭邦 第八號夜曲 Op.27 no.2
- 莫扎特 A 大調第11號鋼琴奏鳴曲 K.331
- 莫札特 D大调双钢琴奏鸣曲 k.448
- 莫扎特 第18號鋼琴奏鳴曲 D 大調 K.576
- 莫扎特 小星星變奏曲 C 大調 K.265
- 李斯特 兩個傳說之二 在波浪上行走的寶萊聖法蘭西斯
- 拉威爾 水之嬉戲
- 莫扎特 A小調第八號鋼琴奏鳴曲 K.300d（310）
- 巴哈 C小調第二古組曲 BWV 826
- 布拉姆斯 鋼琴小曲集 Op.118
- 貝多芬 第32號鋼琴奏鳴曲
- 貝多芬 第31號鋼琴奏鳴曲
- 巴哈 F大調義大利協奏曲 BWV 971
- 门德尔松 無言歌
- 蕭邦 降A大調幻想波蘭舞曲 作品61
- 李斯特 兩個傳說之一 向小鳥說教的聖芳濟
- 阿尔贝尼兹 伊貝利亞組曲I
- 蕭邦 練習曲 Op.25 No.11
- 蕭邦 B小調第 3 號鋼琴奏鳴曲 Op.58
- 德布西 12首練習曲 Op.11
- 德布西 印象
- 德布西 BOOK I 第八號前奏曲 棕髮少女
- 舒曼 克萊斯勒魂
- 李斯特 鐘
- 拉威爾 「鏡」第三曲-汪洋一孤舟
- 肖邦 第15号夜曲 Op.55 No.1

## 小提琴作品
- 薩拉薩蒂 卡門幻想曲
- 巴哈 無伴奏小提琴組曲
- 貝多芬 F大調第五號小提琴奏鳴曲「春」（峰小提琴補考演奏曲目）
- 蒙提 查爾達斯舞曲（峰小提琴補考之前上一位補考人演奏曲目，電視劇版）
- 聖桑 序奏與隨想輪旋曲（同上，但於動畫版登場）
- 馬斯奈 泰綺思冥想曲
- 孟德爾頌 E小調小提琴協奏曲（三木清良在團練休息時演奏曲目）
- 柴可夫斯基 D大調小提琴協奏曲
- 艾爾加 小提琴奏鳴曲 op.82（野田及真一在三善家清晨合奏,動畫版）
- 聖桑 A大調第一號小提琴協奏曲 op.20
- 帕格尼尼 小提琴隨想曲NO.1（片段）

## 歌劇
- 莫札特 魔笛-夜后:我的心充滿忿怒的怒火（K.620）
- 莫札特 女人皆如此
- 罗西尼 塞爾維亞的理髮師-好事人之歌
- 威爾第 奧泰羅
- 馬斯卡尼 鄉間騎士-間奏曲

## 其他音樂作品（含室內樂）
- 莫札特 C大調雙簧管協奏曲 K.314（原本演奏出來是燻銀色的黑木，在見到野田惠後，變成了粉紅色，也是野田惠對千秋說莫札特是粉紅色的由來）
- 浦朗克 鋼琴、巴松管和雙管簧三重奏 FP43
- 莫扎特 一首小小晚間音樂
- 莫扎特 F 大調雙簧管四重奏 K.370
- 若利韦 巴松管協奏曲
- 聖桑《大提琴協奏曲》
- 鮑羅定《伊果王子》之韃靼舞曲
- 德弗札克 斯拉夫舞蹈 op. 72 no. 2

## 交響情人夢原創
- 野田惠 鋼琴奏鳴曲《清掃》，千秋真一為野田惠家中打掃後，即興所作的歌曲，野田惠自稱為與真一的愛的序曲。
- 千秋真一 野田惠幻想曲 千秋真一作詞，野田惠、峰龍太郎及奧山真澄後來將其歌曲改為爵士風格
- 野田惠 毛佳毛佳組曲（只有兩首己被確認）

第一首：毛佳毛佳森林
第十二首：幸福顏色的彩虹。
- 屁屁體操 作曲：野田惠 作詞：二之宮知子、Poo太郎

## 片頭曲、片尾曲
- 貝多芬 第七號交響曲（電視劇片頭主題曲）
- 蓋希文 藍色狂想曲（電視劇片尾主題曲 服部隆之改編）
- Allegro Cantabile 唱：SUEMITSU&THE SUEMITH（動畫版片頭曲）
- （近情難怯） 唱：克莉絲朵·凱兒（動畫版片尾曲1）
- Sagittarius 唱：SUEMITSU&THE SUEMITH（動畫版片尾曲2）
- “眼神☆DAY DREAM”（まなざし☆デイドリーム）其中钢琴曲部分改編自巴赫的Cantata, BWV 147 唱：酒井佑（動畫版最終篇片頭曲）
- 「風與山丘之敘曲」（風と丘のバラード） 唱：Real Paradis with 野田惠管絃樂團（動畫版最終篇片尾曲）

## 其他音樂
- 中島美雪 - 地上之星
- 富田勳 - 今日料理
- 渡邊岳夫 - 黎明的小鎮
- 贊美歌106號
- 贊美歌2篇219號
- 宮村泰 - 戀愛假期（電視劇登場）
- 柚木涼香/小野涼子 - 恋爱的G cup（动画版萌和薰散伙饭上的合唱）